# Ron Van Riet
Ronald Van Riet (Antwerpen, 10 augustus 1946) is een Vlaams stripauteur die vooral bekend is als tekenaar van de reeks Robert en Bertrand.

## Opleiding en vroege carrière
Van Riet volgde de opleiding Reclame en Grafiek aan het Stedelijk Instituut voor Sierkunsten en Ambachten. Na het uitwerken van enkele freelance opdrachten werkte hij een jaar bij Fotogravure Steurs N.V. als retoucheur.

## Studio Vandersteen
In 1970 werd Ron van Riet medewerker bij Studio Vandersteen voor de reeks Bessy; eerst als inkter en daarna als tekenaar. Van 1980 tot 1984 kreeg hij de leiding van de Bessy Studio, beoordeelde het artwork van de tekenaars en was verantwoordelijk voor planning en coördinatie.
In 1984 nam Van Riet de reeks Robert en Bertrand over van Willy Vandersteen met Marck Meul als scenarist. Samen gaven zij de reeks een eigen karakter, maar de reeks werd in 1992 stopgezet bij nummer 98; op dat moment waren er 32 titels van de hand van Van Riet.

## Andere publicaties
In 1977 inkte hij Bobbyaanstory van Jeff Broeckx. In 1980 inkte hij de strip Gaston en Leo, ook van Broeckx.
In 1987 tekende en inkte Ron van Riet het album 'Een bank vooruit' voor de Cera bank.
In 1993 ging hij opnieuw van start als freelance tekenaar van onder meer Woepie voor Het Laatste Nieuws, en Zwik en Zwak voor het weekblad Suske en Wiske voor de Standaard Uitgeverij.
Van Riet illustreerde ook schoolboeken en maakte publicitaire strips. Zo verwezenlijkte hij in 1996 Graag Gedaan voor de intercommunale GASELWEST.
In 1998 volgde De Wolf van Sint-Pieter bij het Davidsfonds Leuven. In opdracht van de Vlaamse Gemeenschap tekende hij in 1999 De Vermetele Verzamelaar en in 2002 De val der blinden. Ook in 1999 werkte Van Riet een Thuistaal, Themapakket uit voor School en Gezin, Provinciaal integratiecentrum Limburg, met als titel Het Verhaal van Jacub. In 1993 verscheen de reclamestrip Het Flying Circus komt naar Zwingelschans van Eddy Ryssack. Van Riet werkte mee aan het album. 
In 2007 werkte hij mee aan een dichtbundel getiteld Kerkhofwachters.
In 2016 verscheen bij Uitgeverij 't Mannekesblad het album Wat een circus van Zwik en Zwak op scenario van Peter Van Gucht.
In 2023 gaf van Riet een uitgebreid interview aan de Perfecte Podcast over zijn tijd en carrère bij Studio Vandersteen.
In 2024 verscheen bij uitgeverij Hauwarts "Ron van Riet - Striptekenaar Illustrator Vrolijke Pessimist".